# Bruno Fernandes de Souza
Bruno Fernandes das Dores de Souza, noto come Bruno (Ribeirão das Neves, 23 dicembre 1984), è un ex calciatore brasiliano, di ruolo portiere.

## Carriera
Dopo gli inizi nell'Atlético Mineiro, passa senza debuttare al Corinthians e successivamente diventa il portiere del Flamengo. Diventato titolare nella squadra, ne diventa anche capitano e riesce a realizzare un gol su calcio di punizione nella partita di Coppa Libertadores 2008 contro i peruviani del Coronel Bolognesi.
Nel 2010 risulta indagato per l'omicidio della sua amante, Eliza Samudio.
A maggio la ragazza ha avuto un figlio da Bruno, che però la voleva costringere ad abortire e ad ottobre prese una denuncia per tentato sequestro e minacce. L'8 luglio Bruno si costituisce e viene arrestato. È stato messo subito anche fuori rosa dal Flamengo. Nel 2013 ammette di essere a conoscenza dell'omicidio della ragazza, uccisa da un suo amico e data in pasto ai suoi rottweiler per occultarne il cadavere, ma afferma comunque la propria estraneità all'evento. Il 7 marzo 2013 viene condannato a 22 anni di reclusione.
Nel febbraio 2013 ha firmato un contratto di cinque anni con il Monte Claro, squadra di seconda serie, in attesa della decisione del Tribunale di Giustizia dopo aver sostenuto le visite mediche in carcere.
Il 10 marzo 2017, dopo che l'STF gli ha concesso la libertà provvisoria, viene tesserato dal Boa Esporte, ma una nuova sentenza del 25 aprile lo condanna a scontare l'intera pena in carcere, e il giocatore fa così ritorno in prigione per i restanti 18 anni della pena.

## Palmarès

### Club

#### Competizioni nazionali
- Campionato brasiliano: 1

Flamengo: 2009
- Campeonato Brasileiro Série B: 1

Atletico Mineiro: 2006

#### Competizioni statali
- Campionato Carioca: 2

Flamengo: 2007, 2008